# فرودگاه تشامب
فرودگاه تشامب  (به انگلیسی: Tshumbe Airport) یک فرودگاه همگانی است . این فرودگاه در کشور جمهوری دموکراتیک کنگو قرار دارد و در ارتفاع ۵۵۰ متری از سطح دریا واقع شده است.